# Aphrophora coquandi
Espèce
Aphrophora coquandi est une espèce fossile d'insecte de l'ordre des hémiptères (les hémiptères sont caractérisés par leurs deux paires d'ailes dont l'une, en partie cornée, est transformée en hémiélytre), de la famille des Aphrophoridae dans le genre Aphrophora.

## Classification
Cette espèce Aphrophora coquandi est décrite en 1937 par le paléontologue français Nicolas Théobald (1903-1981),. 

### Fossiles
Cet holotype n°11, ♀, de l'ère Cénozoïque, et de l'époque Oligocène (33,9 à 23,03 Ma.) faisait partie de la collection Coquand de l'École nationale supérieure des mines de Paris et vient du gisement de gypse d'Aix-en-Provence. Cet holotype est complété par deux cotypes A1012 et A1013 faisant partie de la collection personnelle de Nicolas Théobald, ainsi que par l'échantillon An6 de l'institut de géologie de Nancy, probablement le ♂ de la même espèce. 

### Étymologie
Cette espèce est un hommage au paléontologue français et provençal Henri Coquand (1811-1881).

## Description

### Caractères
La diagnose de Théobald, 1937, : 

« Insecte noirâtre, corps allongé, ailes ne dépassant pas l'extrémité de l'abdomen. Tête aussi large que le pronotum, peu bombée, front légèrement allongé et en angle obtus, arrondi au sommet ; yeux larges, placés contre le pronotum ; bord postérieur présentant une carène médiane, de forme subhexagonale ; scutellum effacé, mais on le voit bien sur l'échantillon A 1012, il est petit et triangulaire. Par transparence, on voit l'insertion des pattes. Abdomen ovale, maximum de largeur au 3e segment, étiré vers l'arrière ; oviscapte visible. Pattes manquent. Ailes bien conservées ; nervation visible aussi bien sur l'aile antérieure que sur l'aile postérieure; identique à celle du g. Aphrophora (v. figure) ; aile antérieure claire, nervures brunes, quelques taches encore conservées. ».

### Dimensions
Ce spécimen a une longueur totale de 7 mm et la longueur des ailes est de 5,6 mm.

### Affinités
« La nervation des ailes, la présence d'une carène médiane sur le pronotum et la conformation de la tête rangent l'échantillon dans le g. Aphrophora. »

Les ailes atteignent à peine l'extrémité de l'abdomen, ce qui différencie l'insecte de l'espèce Aphrophora spumifera Heer dont le type est de Radoboj.

« Notre exemplaire peut être rapproché de A. deserta Melich. de Ceylan, qui a la même taille et dont les élytres portent des taches semblables. Mais la disposition des nervures des ailes antérieures n'est pas absolument identique. En particulier, les rameaux reliant Sc à C sont plus rapprochés du sommet que dans Aphrophora. »

## Biologie
« Les larves des Aphrophorinae s'abritent dans un amas spumeux (crachat de coucou) sur les arbres ; il est dû à la sève aspirée par le rostre et rendue visqueuse par une sécrétion anale de l'insecte . »

## Galerie

Aphrophora coquandi en 1937 selon Nicolas Théobald : Hémiptères du Stampien d'Aix-en-Provence
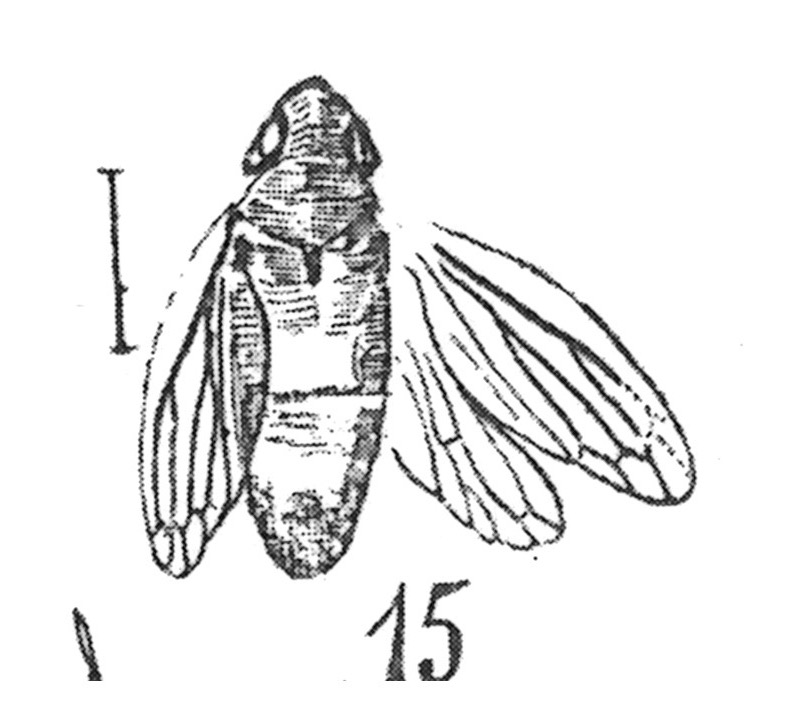
mâle éch. AN6 p. 369 pl. XXVII
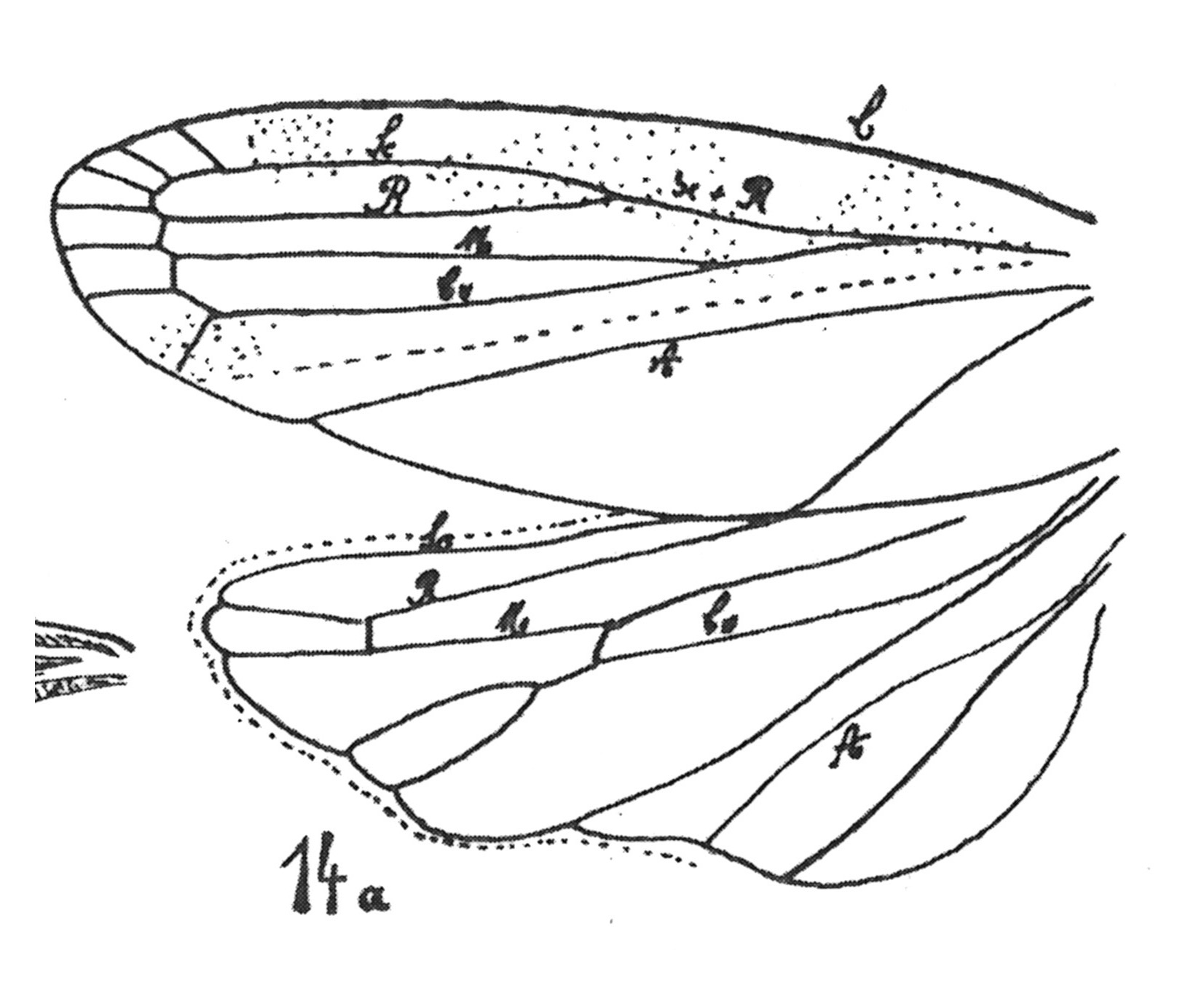
femelle holotype éch. II p. 368 pl. XXVII nervures des ailes.

- Quelques espèces vivantes du genre Aphrophora.
- Aphrophora alni.
- Aphrophora corticea.
- Aphrophora cribrata.
- Aphrophora major.
- Aphrophora pectoralis.
- Aphrophora permutata.
- Aphrophora quadrinotata.
- Aphrophora salicina.

### Publication originale
- [1937] Nicolas Théobald, « Les insectes fossiles des terrains oligocènes de France 473 p., 17 fig., 7 cartes,13 tables, 29 planches hors texte », Bulletin Mensuel de la Société des Sciences de Nancy et Mémoires de la Société des sciences de Nancy, Imprimerie G. Thomas,‎ 1937, p. 1-473 (ISSN 1155-1119 et 2263-6439, OCLC 786027547). .